# Västergötland
Västergötland – jedna z dwudziestu pięciu tradycyjnych, historycznych prowincji Szwecji. Największe miasto prowincji, Göteborg, jest zamieszkane przez ponad pół miliona osób, a cała prowincja zajmuje powierzchnię 16 696 km².
Västergötland położony jest w południowo-zachodniej części Szwecji, w Götaland. Obejmuje cztery współczesne regiony administracyjne – Västra Götaland, Jönköping, Halland oraz Örebro.
W Västergötland jest w użyciu lokalny dialekt języka szwedzkiego, nazywany västgötska.